# 프람피
프람피(Prompie)는 아테나스랩 주식회사에서 2017년 5월에 시작한 O2O 서비스이다. 각 분야별 의뢰인이 요청서를 작성하면, 요청서를 확인한 전문가가 해당 요청서 건에 대한 제안서를 전송하게 되고 의뢰인은 그것을 확인하여 전문가를 고용함으로써 서로를 찾기 위해 필요로 하는 시간을 단축하는 것이 서비스의 목적이다.

## 서비스
전문가-의뢰인 과외 연결 서비스인 '프람피 레슨', 전국의 학원 및 다양한 교육 정보를 다루는 '프람피 아카데미', 특정 전문가에게 직접 요청서를 보낼 수 있는 '프람피 다이렉트'(전문가 찾기)를 운영한다.
최근에는 프람피 아카데미의 모바일 앱 오늘학교를 출시하였다.